# Huixquilucan de Degollado
Huixquilucan de Degollado est une municipalité de l'État de Mexico au Mexique.

## Étymologie
Le nom Huixquilucan vient du nahuatl et signifie « lieu plein de chardons comestibles ».

## Démographie
La ville de Huixquilucan compte 9 554 habitants, bien que la population totale de la municipalité soit de 121 000 habitants, avec la ville voisine de Naucalpan de Juárez.

## Historique
Avant l’arrivée des Espagnols la région était connue sous le nom de Cuautlalpan ou Sierra de Las Cruces et était habitée par des Tépanèques, des Mexicas, des Acolhuas et des  Otomis. 
La population vivait à l'origine sur les hauts plateaux, cueillant la végétation abondante et chassant le lapin, le lièvre, le tatou, le cerf et le raton laveur. 
Plusieurs temples rudimentaires dédiés aux dieux Makata (dieu des montagnes) et Makame (dieu de la pluie et de la fertilité) ont été retrouvés. Des adoratorios dédiés à un dieu appelé Otontecutli ont été mis au jour dans des grottes, sur des monolithes et des rochers sacrés. Ce peuple a été conquis à plusieurs reprises, notamment par les Olmèques, les Nahuatlacs, la cité-État de Tlacopan, la Triple Alliance aztèque, et enfin par les Espagnols.
L'empereur Moctezuma II a fait construire un palais dans ce qui est aujourd'hui le quartier de Tecpan.
Après la conquête espagnole, la région a été gouvernée par Hernán Cortés, par intermédiaire de caciques. Elle passe plus tard sous le contrôle de plusieurs Espagnols, comme le premier vice-roi Antonio de Mendoza, et de souverains indigènes, comme Totoquiahuatzin, le gouverneur de Tlacopan. Durant cette période, la région est évangélisée et sa toponymie modifiée avec des noms de saints chrétiens.
La municipalité de Huixquilucan a été créée le 21 octobre 1821.
Depuis 1960, la municipalité  a connu une croissance très importante de sa population et de ses infrastructures en raison de sa proximité avec Mexico.